# Campeonato Mundial de Hóquei no Gelo de 1949
O Campeonato Mundial de Hóquei no Gelo de 1949 foi a 16ª edição do torneio, disputada entre os dias 12 e 20 de fevereiro de 1949 em Estocolmo, Suécia. Na fase inicial, as dez equipes participantes foram divididas em três grupos: dois grupos de três e um de quatro. Na segunda fase, os dois melhores de cada grupo avançaram à Fase Final (para posições de 1 a 6), com os times restantes avançando à Fase de Consolação para o 7º ao 10º lugar.
A Tchecoslováquia ganhou o Campeonato Mundial pela segunda vez e o Europeu pela nona ao derrotar o Canadá por 3:2. Foi apenas a terceira derrota canadense em um Mundial.

## Campeonato Mundial de Hóquei no Gelo de 1949 (Estocolmo, Suécia)

### Fase Preliminar

#### Grupo A
| 12 de fevereiro de 1949 | Estocolmo | Canadá  | – | Dinamarca |  | 47:0 (13:0,16:0,18:0) |
|                         |           |         |   |           |  |                       |
| 13 de fevereiro de 1949 | Estocolmo | Canadá  | – | Áustria   |  | 7:0 (0:0,3:0,4:0)     |
|                         |           |         |   |           |  |                       |
| 14 de fevereiro de 1949 | Estocolmo | Áustria | – | Dinamarca |  | 25:1 (8:0,6:0,11:1)   |

Classificação
| Pos. | Time      | J | Vitórias | Empates | Derrotas | Gols  | Saldo de gols | Pts. |
| ---- | --------- | - | -------- | ------- | -------- | ----- | ------------- | ---- |
| 1    | Canadá    | 2 | 2        | 0       | 0        | 54: 0 | +54           | 4:0  |
| 2    | Áustria   | 2 | 1        | 0       | 1        | 25: 8 | +17           | 2:2  |
| 3    | Dinamarca | 2 | 0        | 0       | 2        | 1:72  | -71           | 0:4  |

#### Grupo B
| 12 de fevereiro de 1949 | Estocolmo | Noruega | – | Bélgica |  | 2:0 (2:0,0:0,0:0)   |
| 12 de fevereiro de 1949 | Estocolmo | EUA     | – | Suíça   |  | 12:5 (6:2,4:1,2:2)  |
|                         |           |         |   |         |  |                     |
| 13 de fevereiro de 1949 | Estocolmo | Suíça   | – | Bélgica |  | 18:2 (5:0,10:1,3:1) |
| 13 de fevereiro de 1949 | Estocolmo | EUA     | – | Noruega |  | 12:1 (7:1,3:0,2:0)  |
|                         |           |         |   |         |  |                     |
| 14 de fevereiro de 1949 | Estocolmo | Suíça   | – | Noruega |  | 7:1 (4:1,3:0,0:0)   |
| 14 de fevereiro de 1949 | Estocolmo | EUA     | – | Bélgica |  | 12:0 (4:0,5:0,3:0)  |

Classificação
| Pos. | Time    | J | Vitórias | Empates | Derrotas | Gols  | Saldo de gols | Pts. |
| ---- | ------- | - | -------- | ------- | -------- | ----- | ------------- | ---- |
| 1    | EUA     | 3 | 3        | 0       | 0        | 36: 6 | +30           | 6:0  |
| 2    | Suíça   | 3 | 2        | 0       | 1        | 30:15 | +15           | 4:2  |
| 3    | Noruega | 3 | 1        | 0       | 2        | 4:19  | -15           | 2:4  |
| 4    | Bélgica | 3 | 0        | 0       | 3        | 2:32  | -30           | 0:6  |

#### Grupo C
| 12 de fevereiro de 1949 | Estocolmo | Suécia          | – | Finlândia       |  | 12:1 (2:0,3:0,7:1) |
|                         |           |                 |   |                 |  |                    |
| 13 de fevereiro de 1949 | Estocolmo | Suécia          | – | Tchecoslováquia |  | 4:2 (3:0,1:2,0:0)  |
|                         |           |                 |   |                 |  |                    |
| 14 de fevereiro de 1949 | Estocolmo | Tchecoslováquia | – | Finlândia       |  | 19:2 (8:1,3:1,8:0) |

Classificação
| Pos. | Time            | J | Vitórias | Empates | Derrotas | Gols  | Saldo de gols | Pts. |
| ---- | --------------- | - | -------- | ------- | -------- | ----- | ------------- | ---- |
| 1    | Suécia          | 2 | 2        | 0       | 0        | 16: 3 | +13           | 4:0  |
| 2    | Tchecoslováquia | 2 | 1        | 0       | 1        | 21: 6 | +15           | 2:2  |
| 3    | Finlândia       | 2 | 0        | 0       | 2        | 3:31  | -28           | 0:4  |

#### Fase de Consolação (7º ao 10º lugar)
| 17 de fevereiro de 1949 | Estocolmo | Bélgica   | – | Dinamarca |  | 8:3 (2:1,4:2,2:0)  |
| 17 de fevereiro de 1949 | Estocolmo | Finlândia | – | Noruega   |  | 7:3 (4:3,2:0,1:0)  |
|                         |           |           |   |           |  |                    |
| 18 de fevereiro de 1949 | Estocolmo | Finlândia | – | Bélgica   |  | 17:2 (6:0,4:0,7:2) |
| 18 de fevereiro de 1949 | Estocolmo | Noruega   | – | Dinamarca |  | Denmark withdrew   |
|                         |           |           |   |           |  |                    |
| 19 de fevereiro de 1949 | Estocolmo | Finlândia | – | Dinamarca |  | Denmark withdrew   |
| 19 de fevereiro de 1949 | Estocolmo | Noruega   | – | Bélgica   |  | 14:1 (5:0,6:0,3:1) |

Classificação
| Pos. | Time      | J | Vitórias | Empates | Derrotas | Gols  | Saldo de gols | Pts. |
| ---- | --------- | - | -------- | ------- | -------- | ----- | ------------- | ---- |
| 7    | Finlândia | 3 | 3        | 0       | 0        | 24: 5 | +19           | 6:0  |
| 8    | Noruega   | 3 | 2        | 0       | 1        | 17: 8 | + 9           | 4:2  |
| 9    | Bélgica   | 3 | 1        | 0       | 2        | 11:34 | -23           | 2:4  |
| 10   | Dinamarca | 3 | 0        | 0       | 3        | 3: 8  | - 5           | 0:6  |

#### Fase Final (1º ao 6º lugar)
| 15 de fevereiro de 1949 | Estocolmo | Canadá          | – | Thecoslováquia  |  | 2:3 (0:0,1:2,1:1)  |
| 15 de fevereiro de 1949 | Estocolmo | Suécia          | – | Áustria         |  | 18:0 (5:0,5:0,8:0) |
| 15 de fevereiro de 1949 | Estocolmo | EUA             | – | Suécia          |  | 4:5 (1:4,3:0,0:1)  |
|                         |           |                 |   |                 |  |                    |
| 16 de fevereiro de 1949 | Estocolmo | Tchecoslováquia | – | Áustria         |  | 7:1 (4:0,2:0,1:1)  |
| 16 de fevereiro de 1949 | Estocolmo | Suécia          | – | Canadá          |  | 2:2 (0:1,1:0,1:1)  |
|                         |           |                 |   |                 |  |                    |
| 17 de fevereiro de 1949 | Estocolmo | Canadá          | – | EUA             |  | 7:2 (2:0,1:2,4:0)  |
| 17 de fevereiro de 1949 | Estocolmo | Suécia          | – | Suíça           |  | 3:1 (0:0,2:1,1:0)  |
|                         |           |                 |   |                 |  |                    |
| 18 de fevereiro de 1949 | Estocolmo | Tchecoslováquia | – | Suíça           |  | 8:1 (4:0,1:1,3:0)  |
| 18 de fevereiro de 1949 | Estocolmo | Canadá          | – | Áustria         |  | 8:2 (3:0,3:1,2:1)  |
| 18 de fevereiro de 1949 | Estocolmo | Suécia          | – | EUA             |  | 3:6 (1:0,0:4,2:2)  |
|                         |           |                 |   |                 |  |                    |
| 19 de fevereiro de 1949 | Estocolmo | Suécia          | – | Áustria         |  | 10:1 (4:0,3:1,3:0) |
| 19 de fevereiro de 1949 | Estocolmo | EUA             | – | Tchecoslováquia |  | 2:0 (0:0,1:0,1:0)  |
|                         |           |                 |   |                 |  |                    |
| 20 de fevereiro de 1949 | Estocolmo | EUA             | – | Áustria         |  | 9:1 (0:1,3:0,6:0)  |
| 20 de fevereiro de 1949 | Estocolmo | Suécia          | – | Tchecoslováquia |  | 0:3 (0:0,0:2,0:1)  |
| 20 de fevereiro de 1949 | Estocolmo | Canadá          | – | Suíça           |  | 1:1 (0:1,0:0,1:0)  |

Classificação
| Pos. | Time            | J | Vitórias | Empates | Derrotas | Gols  | Saldo de gols | Pts. |
| ---- | --------------- | - | -------- | ------- | -------- | ----- | ------------- | ---- |
| 1    | Tchecoslováquia | 5 | 4        | 0       | 1        | 21: 6 | +15           | 8: 2 |
| 2    | Canadá          | 5 | 2        | 2       | 1        | 20:10 | +10           | 6: 4 |
| 3    | EUA             | 5 | 3        | 0       | 2        | 23:16 | + 7           | 6: 4 |
| 4    | Suécia          | 5 | 2        | 1       | 2        | 26:12 | +14           | 5: 5 |
| 5    | Suíça           | 5 | 2        | 1       | 2        | 18:17 | + 1           | 5: 5 |
| 6    | Áustria         | 5 | 0        | 0       | 5        | 5:52  | -47           | 0:10 |

### Classificação Final - Campeonato Mundial
| Posição | Time            |
| ------- | --------------- |
| 1       | Tchecoslováquia |
| 2       | Canadá          |
| 3       | Estados Unidos  |
| 4       | Suécia          |
| 5       | Suíça           |
| 6       | Áustria         |
| 7       | Finlândia       |
| 8       | Noruega         |
| 9       | Bélgica         |
| 10      | Dinamarca       |

Campeão Mundial de 1949

 Tchecoslováquia

#### Membros do Time
| Pos. | Time | Jogadores |
| ---- | ---- | --- |
| 1    | CSK  | Bohumil Modrý, Josef Jirka, Přemysl Hajný, Oldřich Němec, Josef Trousilek, František Vacovský, Jiří Macelis, Václav Rozinák, Miloslav Charouzd, Vladimír Zábrodský, Stanislav Konopásek, Vladimír Kobranov, Vladimír Bouzek, Gustav Bubník, Zdeněk Marek, František Mizera, Čeněk Picka |

### Classificação Final - Campeonato Europeu
| Posição | Time            |
| ------- | --------------- |
| 1       | Tchecoslováquia |
| 2       | Suécia          |
| 3       | Suíça           |
| 4       | Áustria         |
| 5       | Finlândia       |
| 6       | Noruega         |
| 7       | Bélgica         |
| 8       | Dinamarca       |